# 스플렁크
스플렁크(Splunk)는 캘리포니아주 샌프란시스코에 위치한 미국의 다국적 기업의 하나로, 기계가 생성한 빅 데이터를, 웹 스타일 인터페이스를 통해 검색, 모니터링, 분석하는 소프트웨어를 개발하고 있다.
제품으로서 스플렁크는 검색 가능한 저장소의 실시간 데이터를 캡처, 색인화한 다음 상호 연관성을 찾은 뒤, 이를 통해 그래프, 보고서, 경보, 대시보드, 시각 정보를 생성할 수 있다.
스플렁크의 목적은 데이터 패턴을 식별하고 매트릭스를 제공하고, 문제를 진단하며, 운영을 위한 인텔리전스를 제공함으로써 특정 조직에 접근 가능한 기계 데이터를 생성해 내는 것이다. 스플렁크는 애플리케이션 관리, 보안, 컴플라이언스, 비즈니스, 웹 분석을 위해 사용되는 수평 기술이다. 2016년 초 즈음 스플렁크의 고객은 전 세계적으로 10,000명 이상이다.
스플렁크의 본사는 샌프란시스코에 있으며 유럽, 중동, 아프리카, 아시아에 여러 운영 조직을 갖추고 있다.
인텔을 포함한 미국 최대기업 100위(Fortune 100) 회사들 중 92곳에서 스플렁크사의 소프트웨어를 사용한다고 한다.

## 제품
- 스플렁크 엔터프라이즈
- 스플렁크 스톰
- 헝크
- 코어 스플렁크의 라이트 버전

## 스플렁크베이스

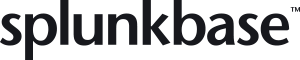
스플렁크베이스

스플렁크베이스(Splunkbase)는 스플렁크가 운영하는 커뮤니티이며, 여기에서 사용자들은 스플렁크의 기능과 유용성을 개선하고 특정한 용도 및 벤더 제품을 위한 쉬운 인터페이스를 제공하는 스플렁크용 앱과 추가 기능을 찾을 수 있다.
스플렁크의 앱들과 추가 기능들은 스플렁크사를 포함하여 누구나 개발이 가능하다.

## 같이 보기
- CA 테크놀로지스